# Finnbogi Arge
Finnbogi Arge (født 6. september 1955 i Tórshavn) er en færøsk forretningsmand og tidligere borgerlige politiker (SB) og (FF).
Efter studentereksamen tog han bifag i færøsk og nordisk sprog og litteratur ved Fróðskaparsetur Føroya i 1977.

## Erhvervskarriere
Arge blev i en ung alder involveret i familiefirmaet P/F Auto Service, der importerede japanske biler til Færøerne. Han blev direktør i virksomheden i 1979 og eneejer i 1985. I 1993 gik firmaet konkurs under den færøske finanskrise, men blev rekonstrueret under navnet P/F Meinhardt Arge samme år. I 2005 solgte Arge sin andel af virksomheden, som igen har taget navnet P/F Auto Service. Arge har også ejet andre firmaer og været bestyrelsesmedlem i en række selskaber, deriblandt Atlantic Airways, Havsbrún, SB Finans og egne foretagender. Han er desuden bestyrelsesformand i fodboldklubben Havnar Bóltfelag.

## Politisk karriere
Arge var valgt til  Lagtinget fra Suðurstreymoy 1990–98. Han var oprindelig valgt for Sambandsflokkurin, men brød i 1995 med partiet i protest mod Edmund Joensens første regerings økonomiske politik og fungerede derefter som partiløs repræsentant. Arge var formand for Lagtingets finansudvalg 1994–95. I 1998 meldte han sig ind i Fólkaflokkurin og blev 1. suppleant til Lagtinget i perioden 1998–2002. Arge var erhvervsminister i Anfinn Kallsbergs første regering 1998–2000, derefter fast mødende suppleant på Lagtinget for Bjarni Djurholm og igen formand for finansudvalget 2000–02.